# Гепатит C
Гепати́т C (також — вірусний гепатит С) — інфекційне захворювання, яке спричинює вірус гепатиту C (HCV) і уражає як печінку, так й інші внутрішні органи та тканини лімфоїдного та нелімфоїдного походження (зокрема, кістковий мозок, щитоподібну залозу тощо) — так звана позапечінкова локалізація вірусу. Інфекція часто перебігає безсимптомно, але хронічна її форма призводить до утворення фіброзу в печінці і в кінцевому результаті до цирозу, чи первинного раку печінки (гепатоцелюлярної карциноми). Зараження відбувається парентерально, від прямого попадання вірусу з крові у кров, під час внутрішньовенного вживання наркотиків, чи при переливанні крові, внаслідок погано стерилізованого медичного обладнання. Вірус зберігається в печінці у близько 85 % інфікованих. Стандартно гепатит C лікують за допомогою противірусної терапії, і до 95 % людей, що проходять таке лікування, видужують, але доступ до діагностики та лікування є низьким.
За деякими оцінками, 130—170 млн людей у світі інфіковані гепатитом C з приблизно 1 млн нових випадків зараження на рік. За оцінками ВООЗ, у 2022 році приблизно 242 тисячі людей померли від гепатиту С, переважно від спричинених ним цирозу та гепатоцелюлярної карциноми.
Початок наукових досліджень HCV припадає на 70-ті роки XX ст., існування вірусу гепатиту C доведено на генетичному рівні в 1989 році. Гепатит С заражає тільки людей і в експерименті шимпанзе. На сьогодні не відомо про наявність цієї хвороби у інших тварин. Вакцину проти гепатиту С поки що не створили.
Гепатит C часто не має симптомів, але хронічна інфекція може спричинити прогресуючий фіброз печінки, а за кілька років — цироз. При прогресуванні цирозу виникає печінкова недостатність, може іноді розвиватися цироз-рак печінки. Через розширення вен стравоходу та шлунку ймовірне виникнення смертельної кровотечі.
Пегільовані інтерферони і рибавірин — були десятки років стандартними ліками проти гепатиту С. Але в останні роки їх все більше заміщають у лікуванні гепатиту С нові препарати прямої противірусної дії, які в основі своїй є інгібіторами протеази і полімерази. Хворі на цироз чи рак печінки потребують трансплантації печінки, але після трансплантації вірус, як правило, повертається. Станом на 2017 рік хворобу вважають виліковною, адже за новими схемами лікування видужують більше 95 % пацієнтів, тоді як при лікуванні рибавірином і препаратами інтерферону цей відсоток ледь досягав 50.

## Етіологія
Вірус гепатиту C — це дрібний вірус з одноланцюговою РНК, що має оболонку. Він є членом роду hepacivirus родини Flaviviridae. Розрізняють сім основних генотипів HCV (1-7). У Сполучених Штатах генотип 1 спричиняє 70 % випадків, генотип 2 — 20 %, а кожен із решти генотипів — 1 %. Генотип 1 також найчастіше зустрічається у Південній Америці та Європі. В Україні переважають генотипи 1 і 3.

## Епідеміологічні особливості

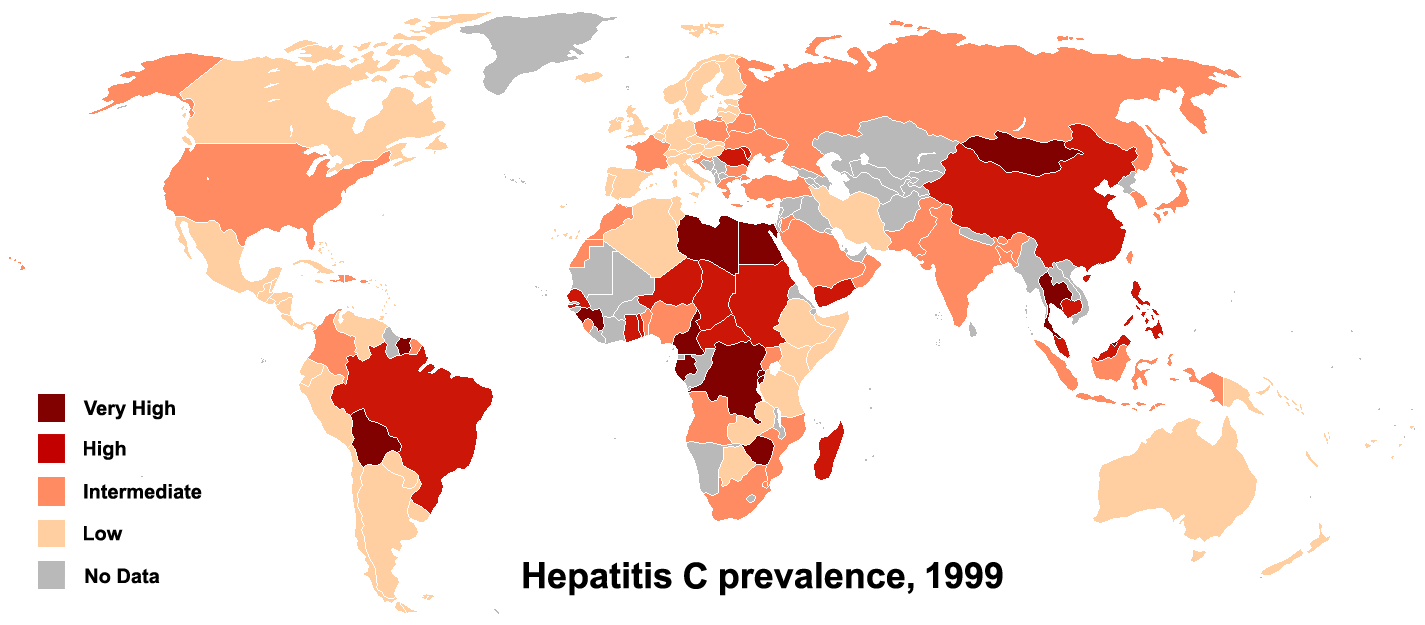
Поширеність гепатиту С по всьому світі у 1999 році

Роки життя, скориговані за непрацездатністю для гепатиту C у 2004 році на 100 000 населення.

Відомо, що 130—170 мільйонів людей, а це складає ~3 % від населення світу, живуть із хронічним гепатитом C. Щорічно інфікується 3—4 мільйони осіб, а більше 350 000 людей помирає від хвороб, пов'язаних із гепатитом С. У XX ст. ці показники значно виросли як через ВВН, так і через застосування внутрішньовенного лікування та нестерильного медичного обладнання.
У США налічується близько 2 % хворих на гепатит C, і щорічно додається від 35 тис. до 185 тис. нових випадків хвороби. На Заході показники впали з 1990 року завдяки більш ретельній перевірці крові перед переливанням. У США від HCV щорічно помирає від 8 тис. до 10 тис. осіб. Прогноз говорить про те, що показник смертності виросте, бо інфіковані через переливання, яке було зроблене до перевірки крові на HCV, захворіють і помруть.
Показники інфекції вищі у деяких країнах Африки та Азії. У перелік країн із високими показниками входять: Єгипет (22 %), Пакистан (4,8 %) та Китай (3,2 %). Такий високий рівень захворюваності у Єгипті пов'язаний із вже припиненим масовим лікування шистосоматозу, для якого використовувалися недостатньо стерилізовані скляні шприци.

### Механізм передачі
Головний механізм передачі інфекції — гемоконтактний. Найпоширеніший шлях передачі у розвинутих країнах — це внутрішньовенне введення наркотиків (ВВН). У країнах, що розвиваються, основними методами передачі є переливання крові та небезпечні медичні процедури Причина передачі у 20 % випадків невідома, але у більшості з цих випадків найбільш імовірною причиною є ВВН.

#### Внутрішньовенне введення наркотиків
ВВН називають найпоширенішим фактором ризику гепатиту C у багатьох частинах світу. Аналіз статистики 77 країн показав, що у 25 із них 60—80 % випадків гепатиту С припадає на населення, що вживає наркотики внутрішньовенно, включаючи США та Китай. У 12 країнах показник перевищив 80 %. Не менше 10 мільйонів наркозалежних, які вживають наркотики внутрішньовенно, інфіковані на гепатит C: Китай (1,6 мільйона), США (1,5 мільйона) та Росія (1,3 мільйона) мають найвищі показники. Показники гепатиту C серед ув'язнених у США у 10-20 разів перевищують рівень захворюваності серед загального населення; дослідження пояснюють цей факт надмірно ризикованою поведінкою, такою як ВВН і татуювання нестерильними засобами.

#### Ризик у системі охорони здоров'я
Переливання крові, продуктів крові та пересадка органів без перевірки на вірус гепатиту C (HCV) створюють значну небезпеку зараження. У США було запроваджено комплексну перевірку у 1992 році. До того часу вірус гепатиту C знаходився приблизно в 1 з 200 одиниць крові, тоді як після 1992 року лише 1 з 10 000—10 000 000 одиниць крові містив вірус. Цей малий ризик зараження викликаний тим, що існує період 11—70 днів, який проходить між зараженням потенційного донору крові та його позитивним аналізом на HCV. У деяких країнах і досі кров не перевіряють на HCV через високу вартість аналізу. В Україні тестування крові донорів на вірус гепатиту C почалося з 2000 року.
Особа, яка зазнала поранення від уколу голки, якою користувався інфікований на HCV, має 1,8 % шансів заразитися на гепатит C. Ризик збільшується, якщо голка — порожниста, а рана — глибока. Існує ризик попадання слизу в кров, але він малий. Нульовий ризик спричиняє попадання крові на непошкоджену шкіру.
Лікарняне обладнання також є чинником передавання гепатиту C у випадку повторного використання голок та шприців, багаторазового використання медичного інструментарію, крапельниць чи нестерильного хірургічного обладнання. Незадовільні стандарти медичного та стоматологічного обслуговування — головна причина розповсюдження HCV у Єгипті, країні з найвищими показниками цієї інфекції у світі.

#### Статеві зв'язки
Гепатит C може передаватись статевим шляхом ймовірно казуїстично. Хоча існує взаємозв'язок між ризикованими статевими відносинами та гепатитом C, невідомо, чи хвороба передається через вживання наркотиків, про які не згадується, чи через сам статевий акт. Докази підтверджують, що гетеросексуальні пари не піддаються ризику, якщо не мають статевих відносин з іншими людьми. Ризик зараження викликають статеві акти, що проходять із травмами анального каналу, наприклад, анальне проникнення або дії, що призводять до інфекцій, які передаються статевим шляхом, включаючи ВІЛ або герпес. Уряд США рекомендує використовувати презервативи для попередження гепатиту С лише громадянам з численними статевими партнерами.

#### Татуювання та пірсинг
Татуювання збільшують ризик зараження гепатитом C у 2—3 рази. Це відбувається через застосування нестерильного обладнання чи повторного використання барвників. Татуаж або пірсинг, зроблений до середини 80-х років XX ст. або виконаний непрофесійно, вважається особливо небезпечним через недостатнє дотримання технологій стерильності. Ризик також збільшується при нанесенні татуювання великого розміру. Близько половини ув'язнених використовують повторно нестерильні засоби для татуювання. Дуже рідко татуювання у ліцензованих салонах має прямий зв'язок із зараженням інфекцією HCV.

#### Контакт із кров'ю
Речі для особистого догляду, такі як бритви, зубні щітки, засоби для манікюру та педикюру, можуть контактувати з кров'ю. Ділитися ними ризиковано через можливість зараження на HCV. Людям потрібно уважніше ставитись до порізів, подряпин та інших кровотеч. HCV не розповсюджується через звичайні контакти, наприклад, обійми, поцілунки чи спільне використання кухонного приладдя.

#### Передача від матері до дитини
Передача гепатиту C від інфікованої матері до дитини відбувається менше, ніж у 10 % випадків вагітності. Немає таких засобів, які б зменшували цей ризик. Інфікування може відбутися під час вагітності або ж під час пологів. Довгі роди можуть сприяти більшому ризикові зараження. Немає доказів того, що грудне вигодовування сприяє розповсюдженню HCV; однак, інфікована мати повинна уникати грудного вигодовування за наявності тріщини чи кровотечі у сосках або за високої концентрації вірусу в крові.

## Клінічні прояви

### Гостра форма
При гепатиті C її відмічають лише у 15 % випадків зараження. Симптоми дуже часто помірні та нечіткі, включаючи знижений апетит, втому, нудоту, біль у м'язах та суглобах, а також втрату ваги. В окремих випадках гострої інфекції розвивається жовтяниця. Гостра інфекція минає без лікування у 10-50 % хворих, а у молодих жінок набагато частіше, ніж у решти населення.

### Хронічна форма
У 80 % інфікованих розвивається хронічне запалення. У більшості симптоми мінімальні або ж і зовсім відсутні протягом перших десятиліть хвороби, хоча хронічний гепатит C може асоціюватися з утомою. Гепатит C — перший чинник цирозу та раку печінки серед інфікованих людей протягом багатьох років. 10-30 % інфікованих через 30 років набувають цирозу. На цироз часто хворіють інфіковані вірусом гепатиту B чи ВІЛом, алкоголіки, особи чоловічої статі. Ризик набути раку печінки у хворих на цироз збільшується у 20 разів, щорічний показник — 1—3 %. Ризик для алкоголіків зростає у 100 разів. Гепатит C спричиняє цироз у 27 % випадків та у 25 % — рак печінки.
Цироз печінки призводить до високого кров'яного тиску у судинах печінки (портальна гіпертензія), накопичення рідини у черевній порожнині, швидкої появи синців та кровотечі, варикозного розширення судин, що особливо небезпечно при формуванні такого процесу в шлунку та стравоході, жовтяниці (пожовтіння шкіри), а також до ушкодження головного мозку у вигляді печінкової енцефалопатії. Через порушення метаболічної функції пенічки, можливий розвиток гепаторенального синдрому.

### Асоціація з іншими хворобами
Гепатит C також асоціюють із синдромом Шегрена, зі зменшеною кількістю тромбоцитів, хронічним захворюванням шкіри, цукровим діабетом ІІ типу та неходжкінськими лімфомами.

## Діагностика

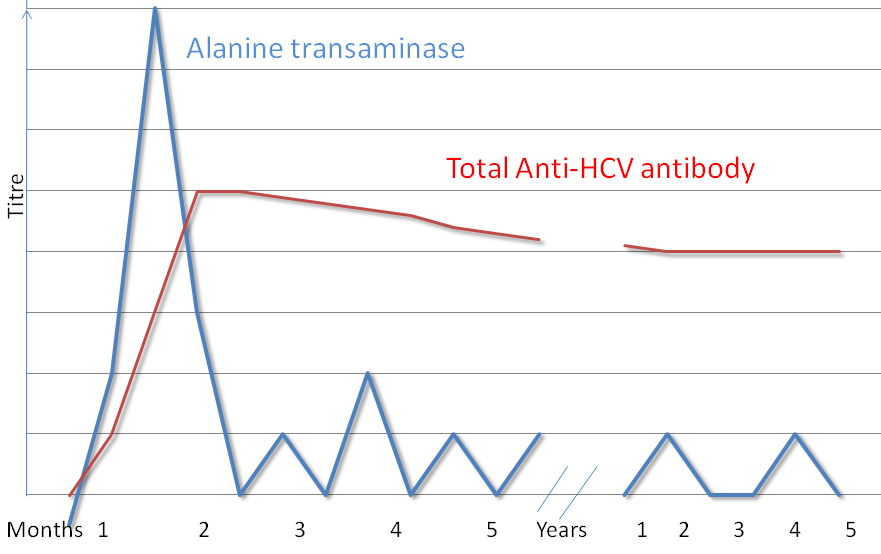
Серологічний профіль ВГС-інфекції.

Діагностичні аналізи на HCV включають: аналіз на антитіла HCV, ELISA, Вестерн-блот та кількісний аналіз РНК HCV. Полімеразна ланцюгова реакція може виявити РНК HCV протягом 1-2 тижнів після інфікування, тоді як значно більше часу може піти на формування та прояв антитіл.
Хронічний гепатит C — це інфікування вірусом гепатиту C, що продовжується більше шести місяців, залежно від наявності його РНК. Через те, що хронічна інфекція зазвичай не проявляється симптомами протягом десятиріч, медики зазвичай виявляють її в ході аналізу функції печінки чи під час стандартної перевірки крові осіб групи високого ризику. Аналізи не розрізняють гостру та хронічну інфекції.

### Специфічна діагностика
Аналіз на гепатит C звичайно починають з аналізу крові для виявлення наявності антитіл до HCV, застосовуючи іммуноферментний аналіз. Якщо результат буде позитивним, то проводиться повторний аналіз для підтвердження результатів іммуноаналізу та визначення ступеня тяжкості. Аналіз на рекомбінантний іммуноблот підтверджує іммуноаналіз, а полімеразна ланцюжкова реакція РНК HCV визначає ступінь важкості. У разі, якщо РНК не виявлено, а іммуноблот — позитивний, це означає, що особа вже мала інфекцію, але позбулась її завдяки лікуванню чи без усякого втручання; якщо ж іммуноблот негативний — іммуноаналіз неправильний. Для того, щоб отримати позитивний іммуноаналіз, треба досліджувати інфекцію від шести до восьми тижнів.
Ферменти печінки дуже мінливі під час початкової стадії інфікування; у середньому їхня кількість починає зростати на сьомому тижні інфікування. За ферментами печінки досить важко визначити ступінь важкості хвороби.

### Біопсія
Біопсія печінки може визначити ступінь пошкодження печінки, але процедура ця ризикована. Біопсія виявляє такі типові зміни, як лімфоцити у тканині печінки, лімфоїдні фолікули у портальній тріаді та зміни у жовчних протоках. Існує велика кількість аналізів крові, що визначають ступінь пошкодження та знижують потребу у біопсії.

### Обстеження категорій ризику
Лише 5—50 % інфікованих у США та Канаді здогадуються про свій стан. Обстеження рекомендовано особам із групи високого ризику, куди входять татуйовані. Також обстеження слід зробити особам із збільшеними ферментами печінки, оскільки це часто є єдиною ознакою хронічного гепатиту. Регулярне обстеження у США не рекомендується.

## Лікування
HCV спричиняє хронічний перебіг у 50—80 % інфікованих. У рідкісних випадках особи позбавляються від інфекції без лікування. Хворим на хронічний гепатит C слід утриматись від споживання алкоголю та ліків, токсичних для печінки, а також їм слід пройти вакцинацію від гепатиту A та гепатиту B. Хворим на цироз печінки слід зробити комплекс досліджень для виявлення можливого раку печінки.

### Ліки
Станом на 2017 рік ведення пацієнтів з хронічним вірусним гепатитом С в Україні регламентоване уніфікованим клінічним протоколом первинної, вторинної (спеціалізованої), третинної (високоспеціалізованої) медичної допомоги «Вірусний гепатит С у дорослих» та аналогічним уніфікованим протоколом для дітей.
Мета лікування — одержання стійкої вірусологічної відповіді через 12 або 24 тижня після завершення терапії (тобто не виявляння вірусу у крові пацієнта високочутливими методами ПЛР).

#### Лікування HCV-інфекції у дорослих
До початку лікування HCV-інфекції пацієнт повинен пройти необхідне для вибору протоколу лікування лабораторне обстеження. Зокрема, необхідне кількісне визначення типу і підтипу вірусу за допомогою ПЛР з високою чутливістю, визначення стану функцій печінки та інших важливих захворювань за допомогою біохімічних аналізів крові, тестування на можливі ко-інфекції (гепатит B, ВІЛ, рівень імуноглобуліну G до вірусу гепатиту A), деякі інші обстеження (ЕКГ, визначення можливої вагітності у жінок тощо). Також обов'язково оцінюється спосіб життя пацієнта та здійснюється його корекція.
Станом на вересень 2017 року в Україні можуть бути застосовані схеми лікування із застосуванням пегільованого інтерферону з рібавіріном, або схеми з використанням препаратів прямої противірусної дії (боцепревір, даклатасвір, дасабувір, ледіпасвір, омбітасвір, паритапревір, рибавірин, ритонавір, симепревір, софосбувір, телапревір). При призначенні препаратів враховується анамнез попередніх спроб лікування. Остаточне рішення про обрання певної схеми має бути прийнято лікарем, який відповідає за клінічні рішення щодо лікування.
Ефективність лікування залежить від багатьох факторів: генотипу вірусу, готовності пацієнта до співробітництва з лікарем (ретельне дотримання рекомендацій), наявності супутніх захворювань, наявності або відісутності попередніх спроб лікування тощо.
Лікування із поєднанням пегільованого інтерферону та рибавірину протягом 24—48 тижнів на сьогодні вважається недостатньо ефективним, асоційованим з серйозними побічними ефектами та не може бути рекомендованим як лікування першої лінії.
За останні роки для корегування деяких ускладнень лікування, для дієтотерапії застосовуються харчові продукти, виготовлені особливим чином, мультінутріентні функціонально-пептидні комплекси «Грінізація». Згідно з фірмою-виробником і публікаціями дослідників, у технології «Грінізація» відсутні хімічні і термічні фактори деструктуризації, що дозволяє уникнути денатурації білків, збільшити їх біодоступність, зберегти їх глобулярний стан з повним збереженням регуляторних пептидів, ядерних ДНК та їх функціональних властивостей. Застосування в клінічній практиці рекомендовано Міністерством охорони здоров'я України у березні 2010 року

#### Дослідження перспективних ліків
Численні додаткові противірусні препарати знаходяться на різних етапах клінічної розробки: від I фази до етапу отримання реєстраційного посвідчення. Перспективні препарати прямої противірусної дії включають інгібітори NS3/4A протеази (наприклад, асунапревір, гразопревір, совапревір, ведропревір), інгібітори NS5A (наприклад, ДАК, GS-5816, елбасвір, ACH-3102 і саматасвір) та ненуклеозидні (наприклад, беклабувір і GS-9669) і нуклеотидні інгібітори NS5B полімерази (наприклад, MK-3682 і ACH-3422).
Науковці з Університету Саутгемптона визначили окремий білок, який відповідає за реплікацію вірусу гепатиту C, що може стати головною основою для нової терапії.

#### Неефективні методики та ліки з не доведеною ефективністю
Прихильники альтернативної терапії заявляють про користь у лікуванні гепатиту C наступних засобів: розторопша, женьшень та колоїдне срібло. Однак, жоден з цих засобів не показав покращення у лікуванні гепатиту C, так само, як і їхній вплив на вірус не доведено. Також відсутні жодні докази противірусної ефективності різноманітних гепатопротекторів та гомеопатичних засобів.

## Прогноз
Сучасні схеми противірусного лікування (даклатасвір/софосбувір, омбітасвір/паритапревір з ритонавіром та дасабувіром, ледіпасвір/софосбувір, симепревір/софосбувір) — всі призводять до стійкої вірусологічної відповіді у понад 96 % пацієнтів без досвіду лікування пацієнтів з 1-м генотипом. Показник стійкої вірусологічної відповіді склав лише 46,9 % для пег-інтерферону з рибавіріном, 77,3 % для софосбувір/рибавірин, 80,5 % для симепревір/пег-інтерферону з рібавіріном і 83,1 % для комбінації асунапревір/даклатасвір. Слід пам'ятати, що після лікування вірус гепатиту С може перебувати в латентному стані у макрофагах, лімфоцитах та гепатоцитах і не визначатися у периферичній крові, тому у майбутньому існує невисокий ризик рецидиву інфекції.
При хронічному перебігу гепатиту С за відсутності лікування близько 20 % хворих протягом 20 років матимуть цироз печінки, а 5 % — первинний рак печінки (найімовірніше — гепатоцелюлярну карциному). Якщо пацієнт, інфікований вірусом гепатиту С, зловживає алкогольними напоями, у нього цироз печінки може розвинутися вже за 5—7 років. Швидке формування цирозу печінки також характерне у випадку мікст-інфекції вірусів гепатиту С та В. Після формування цирозу печінки 10-річне виживання хворих становить близько 50 %.(рос.)

## Профілактика хвороби
Станом на вересень 2017 року дозволених до клінічного застосування вакцин проти гепатиту С не існує, тому профілактика наразі полягає у недопущенні контакту з інфікованими біологічними рідинами, використанні медичного інструментарію однократного застосування, ретельній дезінфекції обладнання, що контактує з кров'ю тощо. Поєднання профілактичних заходів, таких, як програми із заміни голок та лікування зловживання алкоголем і наркотиками, знижують ризик розповсюдження гепатиту C серед осіб, які вживають наркотики внутрішньовенно, приблизно на 75 %.
Перевірка донорів крові є питанням національного рівня, як і дотримання універсальних заходів безпеки у закладах системи охорони здоров'я. У країнах, де існує дефіцит стерильних шприців, медикам слід надавати перевагу пероральному застосуванню ліків, мінімізувавши кількість ін'єкцій.
Вакцини у розробці та деякі вже показали обнадійливі результати.
У листопаді 2014 року було повідомлено про успішне завершення І фази клінічних випробувань вакцини проти гепатиту С на 15 здорових добровольцях вченими Оксфордського університету (Велика Британія). Механізм дії вакцини полягає у стимуляції Т-клітинної відповіді на антигени вірусу гепатиту С. У часописі Science Translational Medicine дослідники повідомили, що дві дози вакцини, введені з інтервалом у 8 тижнів, індукували сильну імунну відповідь у добровольців, яка зберігалася протягом наступного 6-місячного періоду спостереження, причому імунна відповідь добровольців була порівнянна з тією, що є у людей, у яких відбулася елімінація ВГС природним шляхом.(англ.)

## Історичні відомості
У середині 70-х років XX ст. Харві Джеймс Альтер, Голова відділу інфекційних захворювань Управління трансфузійної медицини Національного інституту охорони здоров'я, та його дослідницька група показали, що випадки захворювання на гепатит після переливання крові сталися не через вірус гепатиту A чи B. Незважаючи на це відкриття, усі спроби міжнародних досліджень виявити конкретний вірус не були успішними протягом наступного десятиріччя. У 1987 році Майкл Хоутон, Цуй-Лім Чо (Qui-Lim Choo) та Джордж Ко (George Kuo) з Chiron Corporation, співпрацюючи з д-ром Д. В. Бредлі (D.W. Bradley) з Центрів контролю та профілактики захворювань, використали новий підхід молекулярного клонування для визначення невідомого організму та розроблення діагностичного аналізу.
У 1988 році Харві Альтер підтвердив вірус, перевіривши його наявність у ряді аналізів зразків гепатиту, що належав не до А та В форм. У квітні 1989 у двох статтях журналу Science було опубліковане відкриття HCV. Це відкриття привело до значного покращення діагностики хвороби та поліпшення антивірусного лікування. У 2000 році докторам Олтеру та Хоутону була присуджена Нагорода Ласкера за клінічні медичні дослідження за «новаторську роботу, що призвела до відкриття вірусу, який викликає гепатит C, та за розроблення методів обстеження, які знизили в США ризик зараження через переливання крові від 30 % у 1970 році до фактично нуля у 2000 році.»
Хірон подав заяву на отримання декількох патентів стосовно вірусу та його діагностики. Конкурентна заявка на патент від компанії CDC була відкликана у 1990 році після сплати Хіроном 1,9 млн дол. США компанії CDC та 337 500 дол. США — Бредлі. У 1994 році Бредлі подав позов проти Хірона з наміром анулювати дію патенту, включити себе до списку спів-винахідників та отримати компенсацію збитків і право на безвідсотковий прибуток. У 1998 році він відкликав позов, програвши перед цим апеляційний суд.

## Суспільство та культура
Всесвітній альянс з боротьби з гепатитами запровадив Міжнародний День боротьби з гепатитами, що проходить щорічно 28 липня. Економічні збитки від гепатиту C є істотними як для хворого, так і для суспільства. У США середні витрати на захворювання протягом життя хворого складали 33 407 дол. США у 2003 році, з витратами на трансплантат печінки виходить близько 200 000 дол. США за даними на 2011 рік.
У Канаді витрати на антивірусне лікування склали більше 30 000 канадських доларів у 2003 році, тоді як у США такі витрати складали 9.200—17.600 доларів США у 1998 році. У багатьох частинах світу люди неспроможні отримати лікування через відсутність страхового покриття або ж через відмову страхової компанії відшкодувати вартість антивірусного лікування.